# Gare de Villeneuve-sur-Allier
Pour les articles homonymes, voir Gare de Villeneuve.
La gare de Villeneuve-sur-Allier est une gare ferroviaire française située à proximité du centre bourg de Villeneuve-sur-Allier, commune du département de l'Allier en région Auvergne-Rhône-Alpes.
C'est une halte voyageurs de la Société nationale des chemins de fer français (SNCF) desservie par trois trains TER Bourgogne-Franche-Comté et un train TER Auvergne-Rhône-Alpes.

## Situation ferroviaire
Établie à 206 mètres d'altitude, la gare de Villeneuve-sur-Allier est située au point kilométrique (PK) 299,550 de la ligne de Moret - Veneux-les-Sablons à Lyon-Perrache, entre la gare de Chantenay-Saint-Imbert et la gare de Moulins-sur-Allier.

## Histoire
La gare est mise en service le 15 mai 1853 par la Compagnie du chemin de fer de Paris à Orléans. Elle devient une gare des Chemins de fer de Paris à Lyon et à la Méditerranée en 1857.

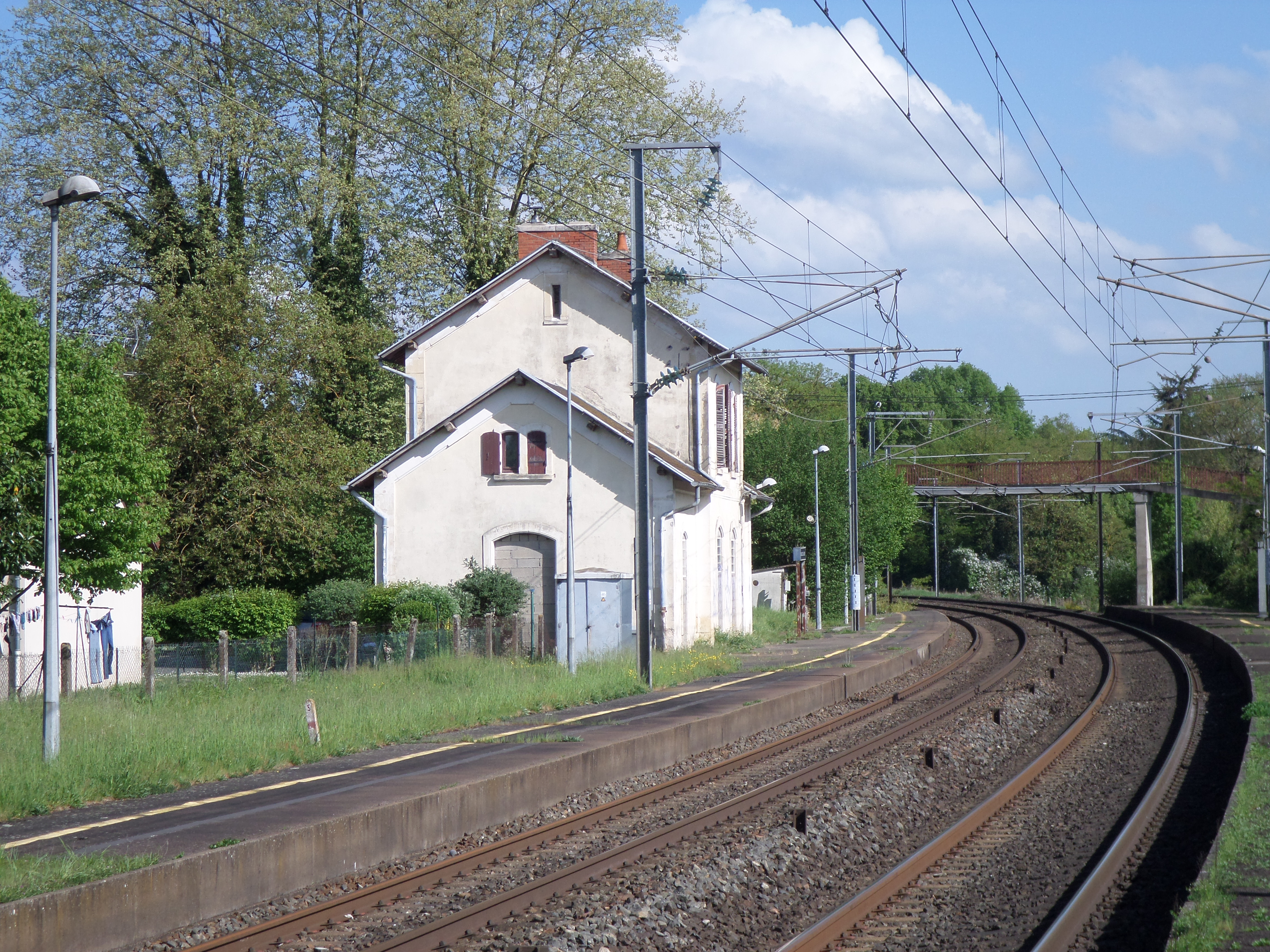
Vue des quais en direction de Moulins
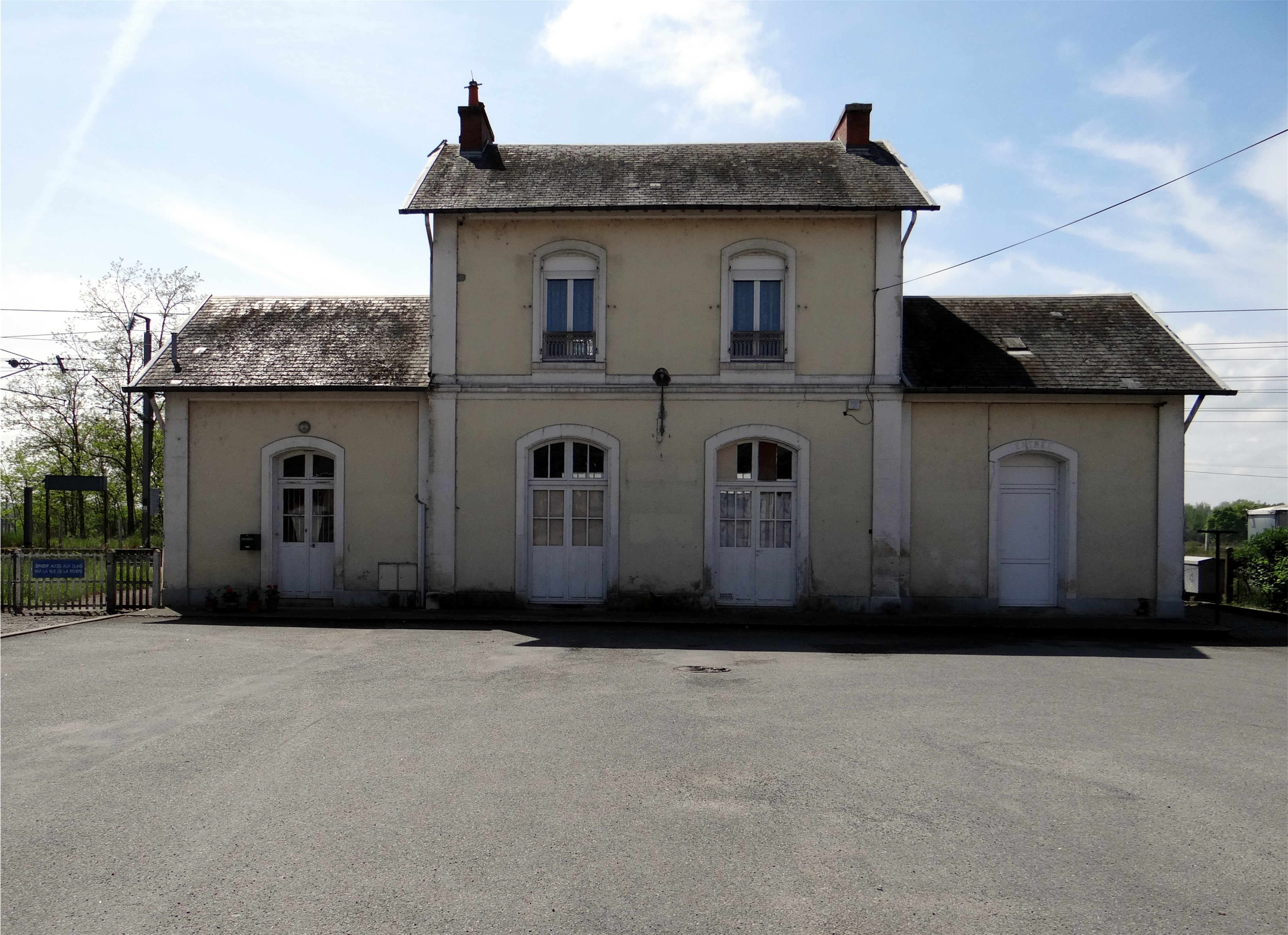
BV de la gare depuis la place
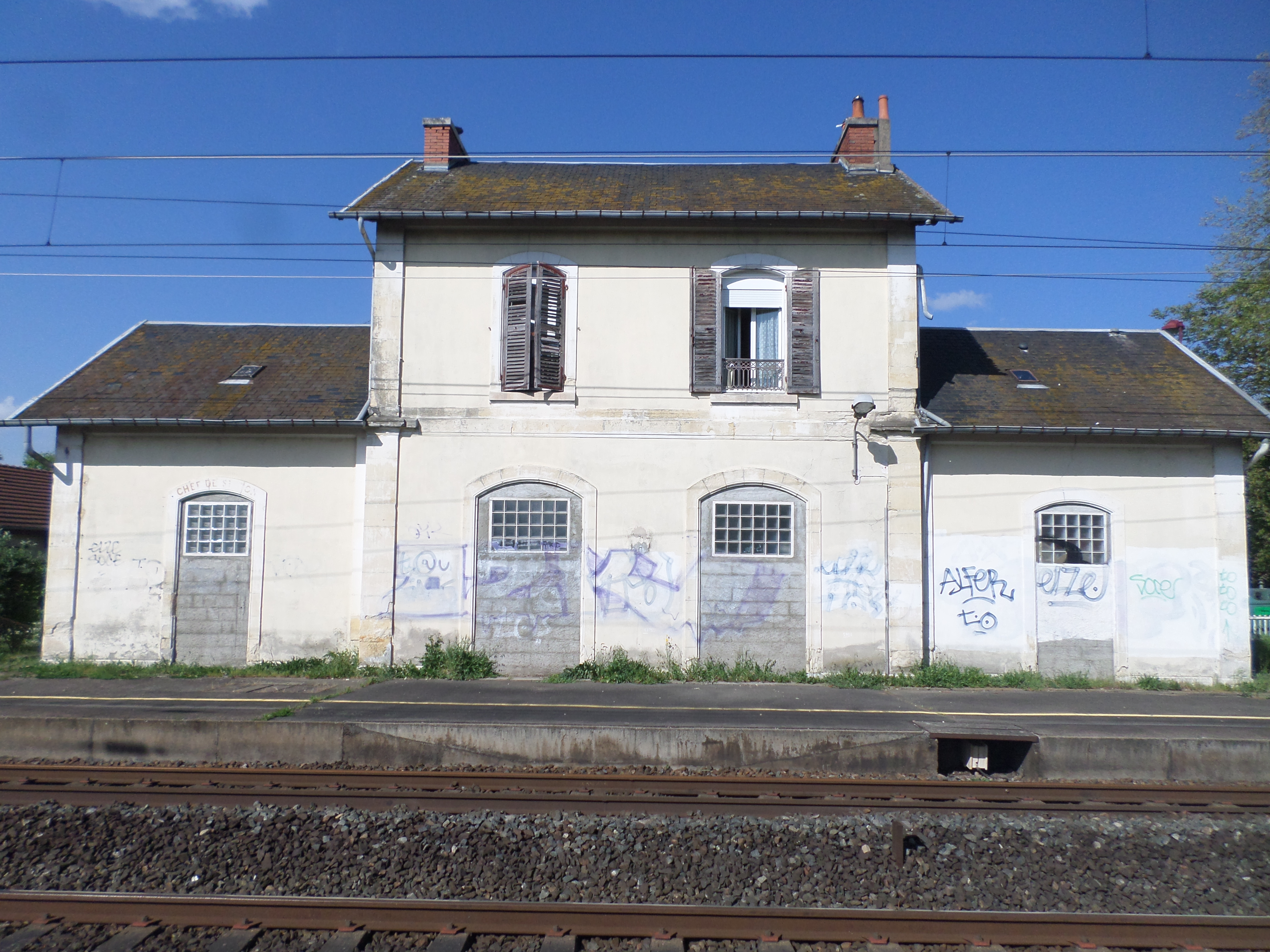
BV de la gare depuis les quais
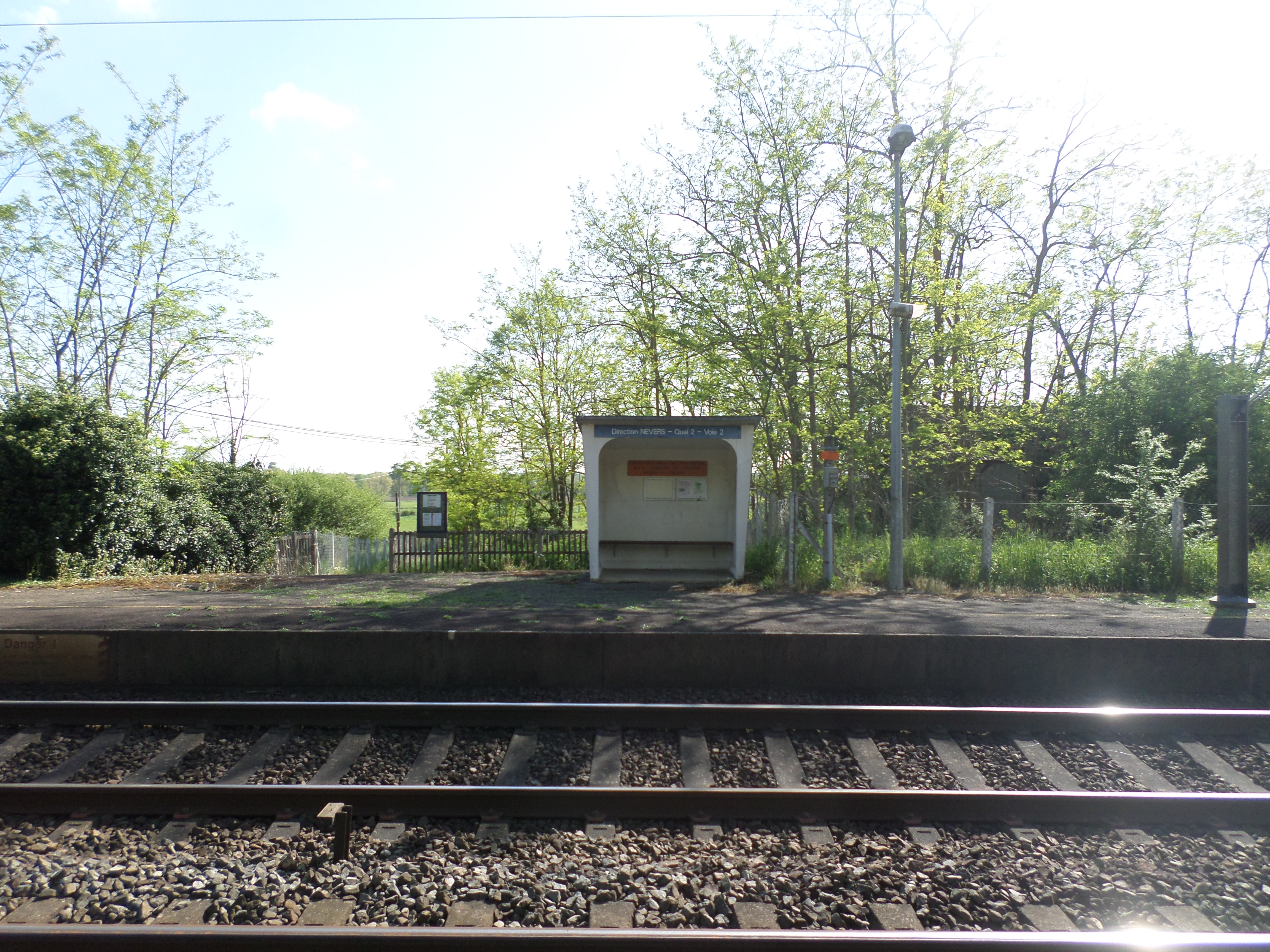
Abri de quai direction Nevers

## Fréquentation
De 2015 à 2023, selon les estimations de la SNCF, la fréquentation annuelle de la gare s'élève aux nombres indiqués dans le tableau ci-dessous.
| Année     | 2015 | 2016 | 2017 | 2018 | 2019 | 2020 | 2021 | 2022 | 2023 |
| --------- | ---- | ---- | ---- | ---- | ---- | ---- | ---- | ---- | ---- |
| Voyageurs | 172  | 265  | 190  | 149  | 874  | 620  | 689  | 548  | 437  |

## Service des voyageurs

### Accueil
Halte SNCF, c’est un point d’arrêt non géré (PANG) équipé de deux quais avec abris. Le stationnement des véhicules est possible à proximité.
Depuis avril 2022, le bâtiment voyageur a été reconverti en épicerie de produits locaux : « L'Autre Gare ».

### Desserte
Au service annuel 2014, la gare de Villeneuve-sur-Allier est desservie par :
- 2 trains pour Moulins-sur-Allier en semaine (un seul le dimanche) — le train 873353 est prolongé à Clermont-Ferrand[4] ;
- 1 train en semaine pour Nevers[4].

La desserte est complétée par un autocar en direction de Moulins et un autre en direction de Nevers.

### Fréquentation
En 2019, la fréquentation de la halte était de 874 voyageurs annuelle soit environ 3 voy/jour. En 2018, la fréquentation s'élevait à 149 voyageurs annuelle. 